# Cessna CH-1
El Cessna CH-1 Skyhook fue el único helicóptero construido por la Cessna Aircraft Company. Fue el primer helicóptero en aterrizar en la cima del Pico Pikes y fue el último helicóptero de motor de pistón en establecer un récord de altitud. El CH-1 tenía un único rotor principal bipala y un motor montado en el morro que daba a la aeronave un centro de gravedad (CG) estable. Su célula semimonocasco recordaba mucho a los aviones ligeros hermanos construidos por Cessna. El CH-1 fue bautizado Skyhood para el mercado civil, de forma similar a los nombres comerciales usados por la línea de monomotores de Cessna, como los Skyhawk, Skylane y Skywagon. El Ejército de los Estados Unidos designó al CH-1 como YH-41 Seneca. Aunque el CH-1 estableció varios hitos para helicópteros y un récord mundial, nunca llegó a ser un éxito comercial o militar.

## Desarrollo
La Cessna Aircraft Company adquirió la Seibel Helicopter Company de Wichita, Kansas el 14 de enero de 1952, mediante un intercambio de acciones con los inversores de Seibel. Todo el equipamiento de la compañía, incluido el Seibel S-4B, fueron trasladados a la Planta Pawnee de Cessna en Wichita, y durante el verano de 1952 se comenzaron los trabajos de diseño en el CH-1. Charles Seibel, que se convirtió en el nuevo ingeniero jefe de la División de Helicópteros como parte de la adquisición, creía que el S-4B con una célula Cessna formarían un excelente helicóptero. Los pilotos de Cessna probaron en vuelo el S-4B de Seibel durante varios meses para familiarizar a los ingenieros con los helicópteros, y luego fue desguazado.
Se creó una maqueta del CH-1 para túnel de viento a escala un cuarto y se llevaron a cabo pruebas en la Wichita State University. La primera máquina real no tenía fuselaje cerrado o capotas, ni estabilizador horizontal. Este esqueleto bancada, denominado como CH1-1, voló en estacionario por primera vez en julio de 1953, realizando finalmente vuelos de pruebas de hasta 3000 m (10 000 pies) de altitud. El prototipo real del CH-1 se construyó basándose en las modificaciones realizadas en la aeronave bancada y esta segunda aeronave voló por primera vez en 1954, en la planta de Prospect.
El 9 de junio de 1955, el CH-1 recibió el certificado de tipo número 3H10 de la Autoridad Civil de Aviación (CAA). Certificado originalmente como un helicóptero biplaza, problemas de estabilidad a mayores pesos cargados requirieron soluciones adicionales de ingeniería. Se introdujo un estabilizador horizontal mayor y flotante. En el vuelo nivelado, el estabilizador pivotaba hasta un tope mecánico variable, que estaba unido al control cíclico delantero y trasero, alterando así el ángulo de incidencia del estabilizador durante el vuelo. La reelaboración del estabilizador permitió la adición de una segunda fila de asientos, y el aparato de cuatro plazas, designado CH-1A, fue certificado el 28 de febrero de 1956.

### CH-1B
En diciembre de 1955, Cessna estaba esperando un contrato para producir un limitado número de CH-1 para su evaluación por el Ejército. En preparación del contrato, Cessna comenzó a modificar el CH-1A con un motor Continental FSO-526 y otros cambios aerodinámicos y estructurales, ante la posibilidad de obtener un contrato de producción. En la primavera de 1956, el Ejército concedió a Cessna un contrato de 1,1 millones de dólares por 10 aeronaves de pruebas, designadas como YH-41 Seneca. Por razones comerciales, el prototipo del CH-1A (N5156) fue pintado en un esquema verde oliva del Ejército.

## Diseño
La aeronave incorporaba unas bisagra únicas en forma de L para unir las palas del rotor principal al buje, en lugar de las más convencionales rodamientos de pala.
El diseño externo del CH-1 fue creado por Richard Ten Eyck, un diseñador industrial de Cessna. Era un cuerpo de estilo avión con aerodinámica de perfil bajo, presentando el motor en el morro y los asientos de cabina detrás de la planta motriz. La localización delantera del motor proporcionaba "facilidad de acceso... refrigeración eficiente, y liberaba el centro de gravedad detrás de la cabina para usarlo como carga desechable", pero también presentaba un problema de cómo ventilar el tubo de escape, lo que se resultaría problemático durante la vida de la aeronave. Además, el tamaño del botalón de cola, resultado del fuselaje de estilo avión, creaba problemas aerodinámicos en estacionario y en el vuelo horizontal, que tendrían que resolverse con postreros cambios estructurales aerodinámicos.

### Motor
El prototipo del CH-1 estaba equipado originalmente con un motor de seis cilindros sobrealimentado Continental FSO-470, que producía 190 kW (260 hp) a 3200 rpm. El sobrealimentador y los ventiladores de refrigeración del motor estaban accionados por correas. Cessna tenía una larga relación con Continental, que proporcionaba motores para los aviones ligeros de la compañía, pero el uso del motor Continental en un helicóptero fue una gran prueba para la compañía de motores, como la incursión misma de Cessna en el mercado de helicópteros. Especialmente cierto si se considera que la mayoría de los otros fabricantes de helicópteros estaban usando motores Franklin y Lycoming.

## Historia operacional
El CH-1 estableció muchos hitos. El CH-1A fue el primer helicóptero en aterrizar en el Pico Pikes, a una altitud de 4300 m (14 110 pies) el 15 de septiembre de 1955, tenía una mayor velocidad de crucero que los aparatos comparables, y un CH-1B, modificado con un motor FSO-526-2X, estableció un récord de altitud oficial de la FAI para helicópteros de 9076 m (29 777 pies) el 28 de diciembre de 1957, mientras era pilotado por el Capitán del Ejército James E. Bowman. El récord previo había sido establecido por un Aérospatiale Alouette II propulsado por turbina, y más tarde fue batido por otro Alouette II, pero el récord establecido por el CH-1B permanece como la máxima altitud alcanzada por un helicóptero de motor de pistón. El CH-1C fue el primer helicóptero en recibir certificación IFR por la FAA.
La producción fue detenida en diciembre de 1962. La compañía indicó que era debido a que el mercado civil de aviación no estaba preparado para este tipo de aeronave, aunque el propietario de CH-1 Rex Trailer declaró que fue debido a catastróficos fallos en la transmisión.

## Variantes

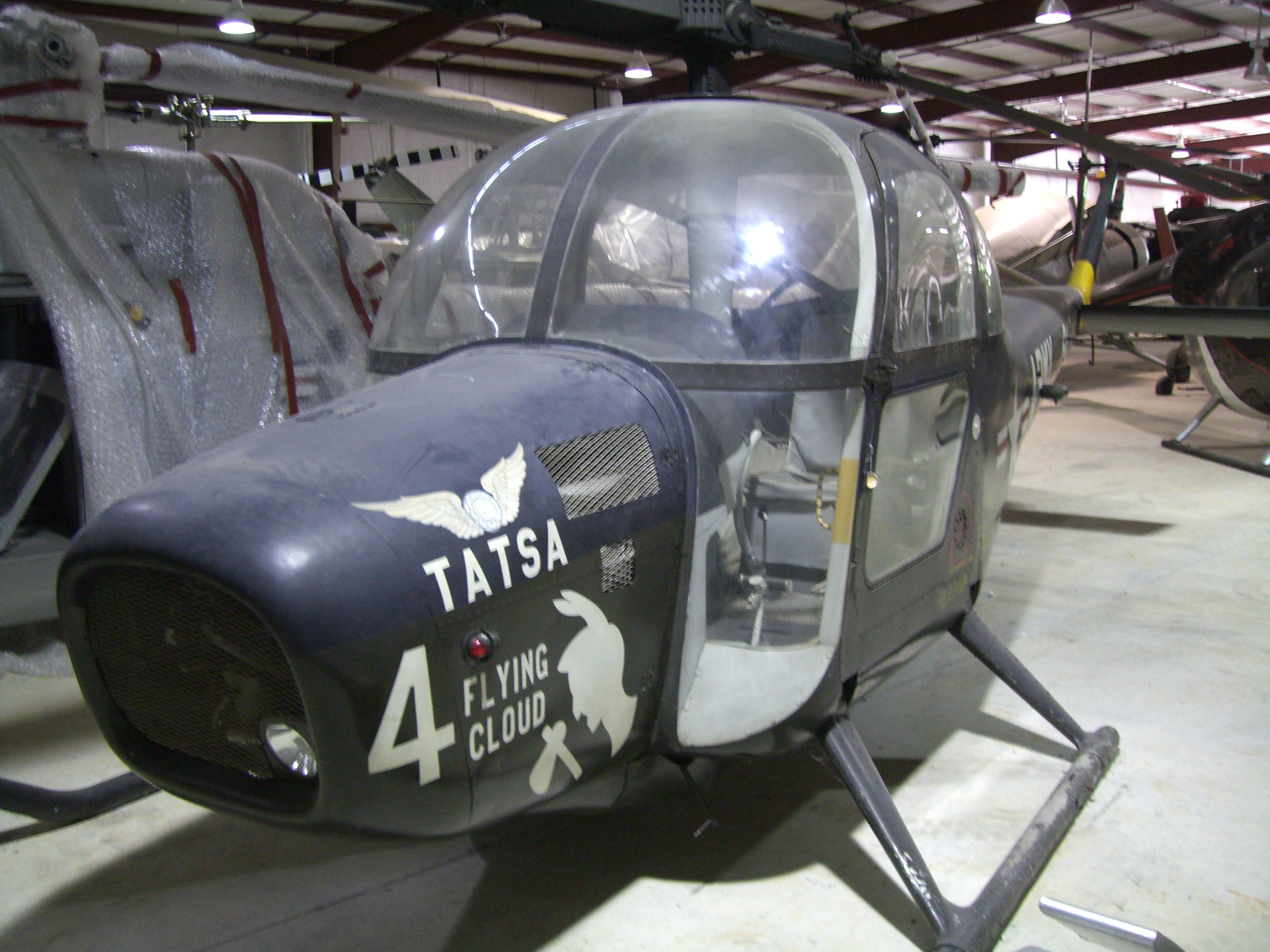
CH-1B designado YH-41.

CH1-1
Máquina de pruebas sin recubrimiento, para pruebas iniciales de vuelo horizontal y en estacionario.
CH-1
Prototipo, equipado con un motor Continental FSO-470 y cabina para 2 plazas.
CH-1A
Variante de cuatro plazas del CH-1.
CH-1B
Variante realizada en 1955, modificada para asegurarse el contrato del Ejército. Equipada con un motor Continental FSO-526 de 200 kW (270 hp) a 3000 rpm, con sobrealimentador accionado por engranajes y ventilador de refrigeración horizontal. Un reductor de paso colectivo automático reducía el paso colectivo en caso de fallo de motor.
YH-41A
Diez unidades del CH-1B compradas por el Ejército de los Estados Unidos para su evaluación previa a un posible contrato futuro de producción.
CH-1C
Versión mejorada del CH-1B, modelo principal de producción, 50 construidos.
UH-41A
Quince unidades del CH-1C adquiridas por el Gobierno de los Estados Unidos, para ser entregadas a terceros países a través de su Programa de Asistencia Militar (MAP).
CH-4
Variante creada para pujar en el programa Light Observation Helicopter (LOH). Se trataba de un CH-1C equipado con un motor Allison 250.
CH-1D
Variante del CH-1C equipada con un motor Continental Whirlaway.

## Operadores
Ecuador
- Fuerza Aérea Ecuatoriana: cuatro UH-41A.[5]

 Estados Unidos
- Ejército de los Estados Unidos: diez YH-41A para su evaluación.[5]

 Irán
- Ejército Iraní: cinco UH-41A, reemplazados por helicópteros Bell 205 y Bell 206.[2]

## Supervivientes
Se construyeron aproximadamente 50 aparatos antes de que Cessna finalizara su aventura con los helicópteros. La mayoría de las aeronaves construidas fue recomprada por Cessna y desguazada, y el certificado de tipo fue revocado, presumiblemente para eliminar cualquier responsabilidad de Cessna si se operaba cualquier ejemplar no recuperado. El Army Aviation Museum en Fort Rucker, Alabama, posee un prototipo de YH-41A Seneca (número de serie 56-4244) como parte de su colección, aunque actualmente no se encuentra en exhibición.

## Especificaciones (CH-1C)
Referencia datos: Jane's All The World's Aircraft 1961–62

### Características generales
- Tripulación: Uno (piloto)
- Capacidad: Tres pasajeros
- Longitud: 8,97 m (fuselaje), 12,95 m (total)
- Diámetro rotor principal: 10,7 m (35 ft)
- Altura: 2,5 m (8,2 ft)
- Área circular: 89,4 m² (962,3 ft²)
- Peso vacío: 943 kg (2078,4 lb)
- Peso cargado: 1406 kg (3098,8 lb)
- Planta motriz: 1× motor bóxer de seis cilindros refrigerado por aire Continental FSO-526-A.
  - Potencia: 200 kW (276 HP; 272 CV)

### Rendimiento
- Velocidad máxima operativa (Vno): 174 km/h (108 MPH; 94 kt) a nivel del mar
- Alcance: 420 km (5,15 h con combustible auxiliar)
- Régimen de ascenso: 5,2 m/s (1024 ft/min) a 2400 m (8000 pies)

## Aeronaves relacionadas

### Desarrollos relacionados
- Seibel S-4

### Secuencias de designación
- Secuencia H-_ (Helicópteros de la USAF, 1948-1962): ← H-37 - H-39 - H-40 - H-41 - H-42 - H-43